# Mehr News Agency
Mehr News Agency (MNA, persan : خبرگزاری مهر) est une agence de presse iranienne fondée en 2003 dont le siège est à Téhéran.
Elle appartient à Mehr Media Group, qui possède aussi le quotidien The Tehran Times, créé en 1979. Elle se donne pour mission de « diffuser les idéaux de la révolution islamique ».
Elle a été fondée en 2003 par l'Organisation de Diffusion de l'Idéologie Islamique,, sous la direction de Parviz Esmaili. Elle diffuse des nouvelles dans six langues : persan, arabe, anglais, urdu, allemand et turc,. Son activité a commencé en mars 2003 à titre expérimental. Son lancement officiel, en mai, coïncide avec l'anniversaire de la naissance du prophète Mahomet. Les nouvelles sont à l'origine en persan et en anglais. La langue arabe est ajoutée fin 2003.
Elle est membre de l'OANA (Organisation des Agences de presse Asie-Pacifique) depuis 2008.
En 2018, elle a conclu un accord de coopération avec l'agence de presse russe Sputnik.